# Charkowski Uniwersytet Narodowy im. Wasyla Karazina

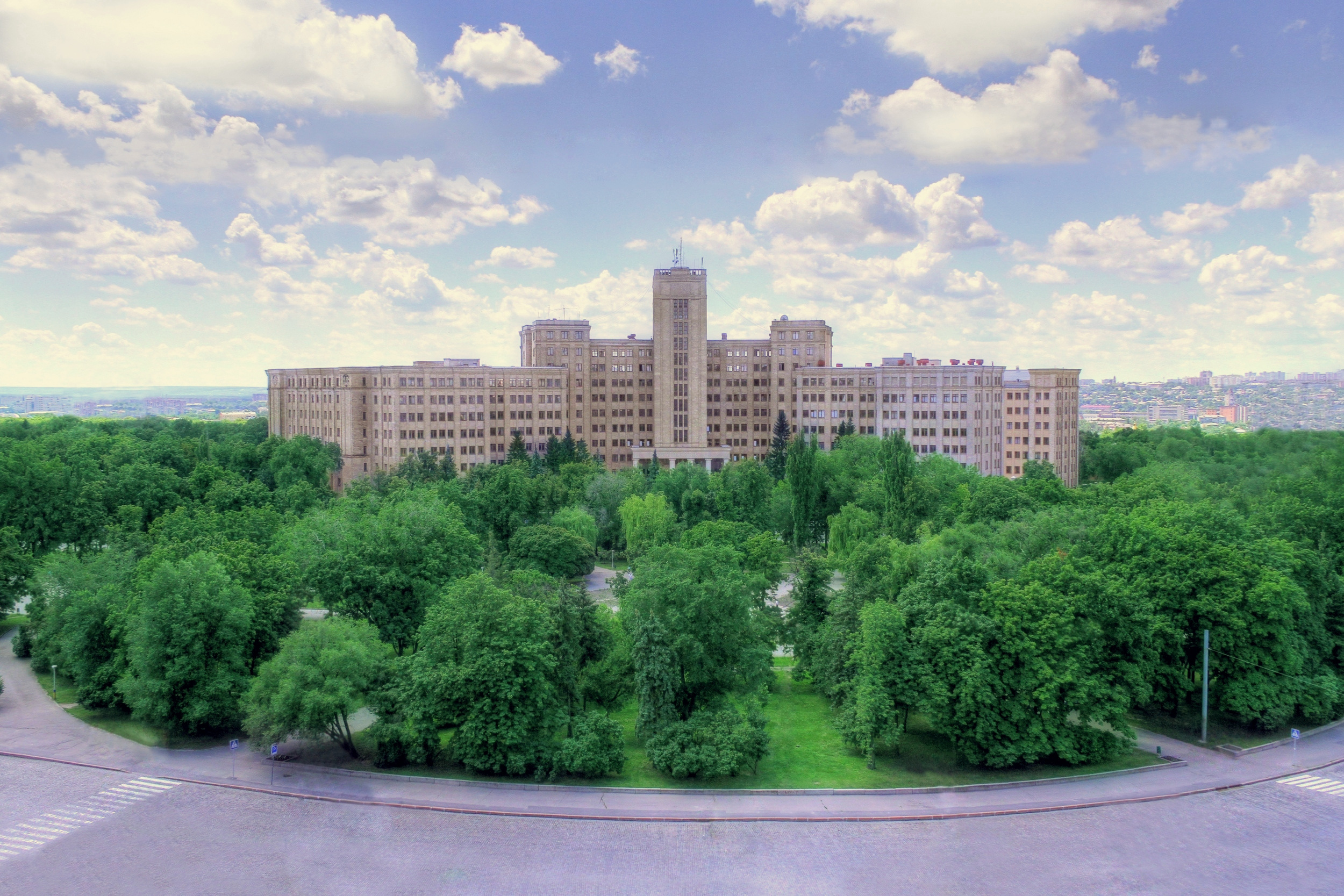
Dom projektów przed umieszczeniem w jego gmachu Uniwersytetu...

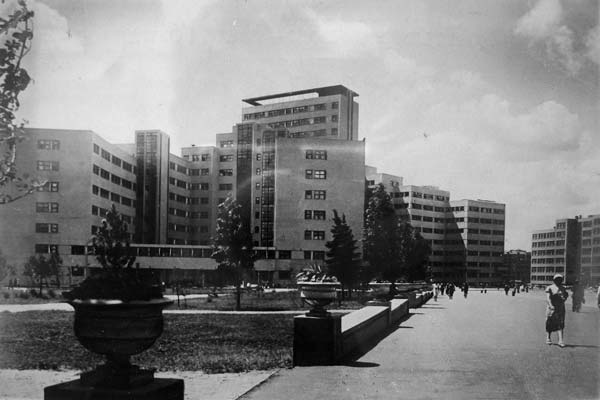
... i w latach trzydziestych XX wieku

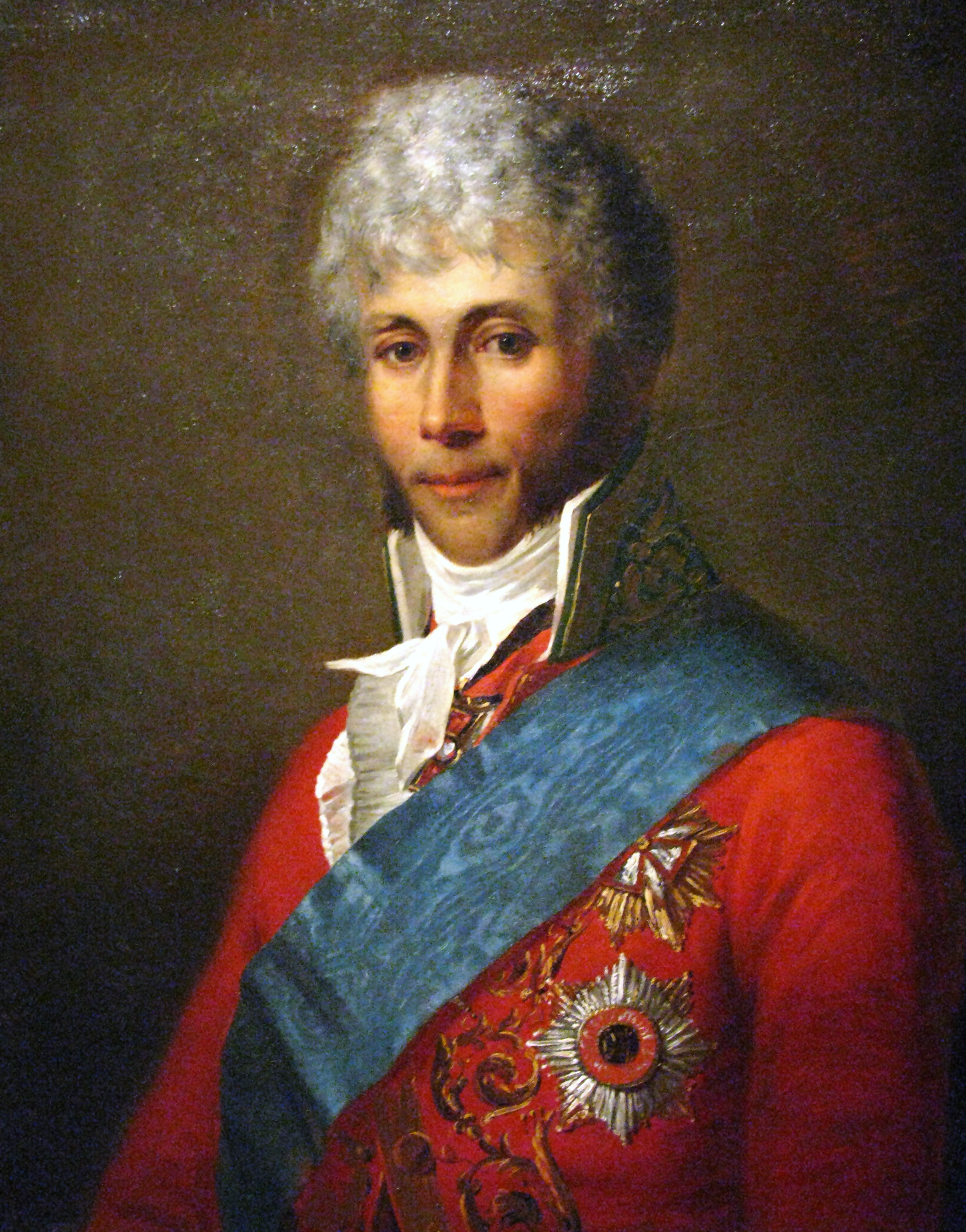
Hrabia Seweryn Potocki, kurator Uniwersytetu Charkowskiego

Charkowski Uniwersytet Narodowy im. Wasyla Karazina (ukr. Харківський національний університет імені Василя Каразіна) – uczelnia w Charkowie na Ukrainie istniejąca od 1804 roku.

## Wcześniejsze nazwy
- Cesarski Uniwersytet Charkowski (ros. Императорский харьковский университет, 1805–1917)
- Wolna Akademia Nauk Teoretycznych (Свободная академия теоретических знаний, 1920–1921)
- Charkowski Instytut Kształcenia Publicznego (Харьковский институт народного образования, 1921–1932)
- Charkowski Uniwersytet Państwowy im. Maksyma Gorkiego (Харьковский государственный университет имени А. М. Горького, 1932–1998)

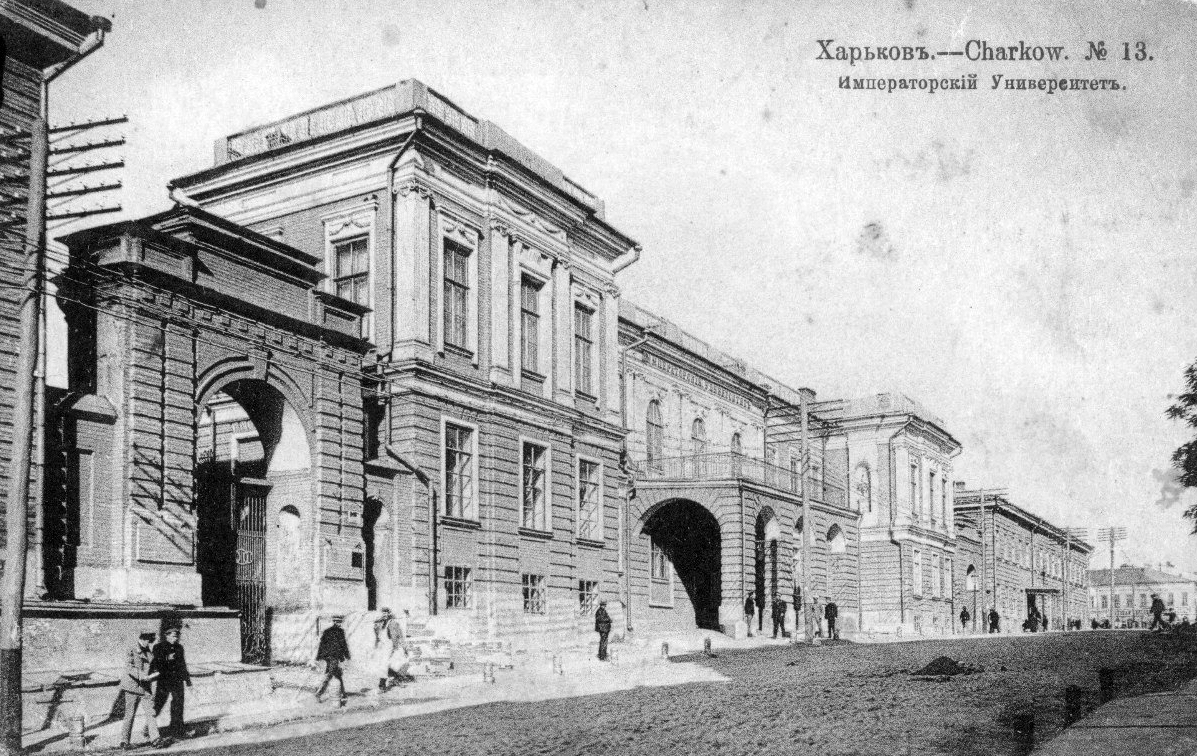
Pałac Gubernatorski w Charkowie – dawny gmach uniwersytetu

## Historia
Został powołany do życia 29 stycznia 1804 na mocy ukazu carskiego staraniem Wasyla Karazina, który zebrał wśród miejscowej ludności środki finansowe na budowę ośrodka naukowego w maleńkim wówczas Charkowie.
W 1805 roku na uczelni studiowało 57 osób, trzydzieści lat później już 263 – głównie na wydziałach medycznym i prawnym. W 1807 roku założono tzw. gabinet zoologiczny (зоологический кабинет) – obecnie Muzeum Przyrody NUCh.
Na Uniwersytecie Charkowskim wykładał m.in. Józef Kazimierz Ziemacki – polski profesor chirurgii, jeden z odnowicieli Uniwersytetu Stefana Batorego w Wilnie (1919), honorowy rektor i oficjalny prorektor tej uczelni, oraz Antoni Szahin – polski astronom i geodeta, także związany z Uniwersytetem Wileńskim. Kuratorem uniwersytetu był m.in. Seweryn Potocki.

## Polacy na Uniwersytecie Charkowskim
Polacy (głównie z terenów dawnego Wielkiego Księstwa Litewskiego) od początku stanowili poważny odsetek studiującej tu młodzieży, zwłaszcza po likwidacji polskich Uniwersytetów w Wilnie i Warszawie. Ich liczba sięgała nawet 1/3 wszystkich studiujących. W latach 90. XIX w. studiowało w Charkowie 55 Polaków na uniwersytecie i jeszcze więcej bo 170 w Instytucie Technologicznym. Studenci polscy skupieni byli w specjalnie powołanej Korporacji Polskiej, której przewodził Aleksander Malinowski – założyciel miejscowej organizacji PPS. W Charkowie medycynę studiował także, bez powodzenia, Józef Piłsudski. Studia medyczne odbył na Wydziale Lekarskim UCh Bolesław Szarecki – w czasie II wojny Naczelny Chirurg II Korpusu Polskiego w randze generała. Matematykę na Uniwersytecie Charkowskim studiował jeden z najwybitniejszych polskich matematyków specjalistów od rachunku prawdopodobieństwa Jerzy Spława-Neyman. Doktorat na Uniwersytecie Charkowskim zrobił dr. Henryk Szczodrowski wybitny polski wenerolog w czasie II wojny światowej Szef Służby Zdrowia Polskich Sił zbrojnych we Francji w stopniu ppłk. WP.
Lokalne władze otwarte były także na polskich naukowców, których zatrudniano na Uniwersytecie. Wśród pracujących tu znaleźli się:
- prawnicy: Ignacy Daniłowicz, Aleksander Mickiewicz (brata Adama) oraz Jan Sobiestiański,
- matematycy: Grzegorz Hreczyna, Antoni Bonifacy Przeborski oraz Cezary Russjan,
- filolodzy klasyczni: Józef Piechowski, Józef Jeżowski i Władysław Norbert Jurgiewicz oraz historyk starożytności Edmund Liwski,
- biolodzy: Leon Cienkowski, Władysław Karol Rothert, Wieńczysław Zaleski pochodzący z polsko-ukraińskiej rodziny.
- zoolog i mineralog Jan Krynicki,
- filozof Andrzej Dudrowicz (choć czasem określano go jako Serba),
- geograf Maurycy Pius Rudzki,
- lekarze różnych specjalności: chirurg Stefan Kolumna Wigura, Władysław Frankowski, patolog i epidemiolog – Włodzimierz Wysokowicz, internista oraz profesor i kierownik kliniki terapeutycznej – Teodor Opęchowski, profesor Katedry Chirurgii Operacyjnej i dziekan Wydziału Lekarskiego – Julian Pęski, farmakolog – Jan Stankiewicz, patolog – Edward Żebrowski oraz neurolog i psychiatra – Władysław Dzierżyński (brat Feliksa)[2].

Polskim bywalcom uniwersytetu Marian Karol Dubiecki poświęcił cały rozdział swojej książki Na kresach i za kresami.

## Wydziały
- Fizyczno-Techniczny
- Matematyki i Informatyki
- Radiofizyczny
- Fizyczny
- Informatyki
- Biologiczny
- Filozoficzny
- Geologiczno-Geograficzny
- Ekonomiczny
- Języków Obcych
- Historyczny
- Filologiczny
- Medyczny
- Chemiczny
- Socjologii
- Prawa
- Psychologii
- Podwyższania kwalifikacji
- Fizyczno-Energetyczny

- Centralna Biblioteka posiada jeden z większych księgozbiorów na Ukrainie.